# Kimberly Goss
Pour les articles homonymes, voir Goss.
Kimberly Goss (née à Los Angeles, en Californie, le 15 février 1978), est la chanteuse américaine d'origines allemande et coréenne cofondatrice du groupe de power metal finlandais Sinergy, ainsi qu'anciennement membre des groupes Avernus et Ancient. Elle est également l'ex-femme de Alexi Laiho.

## Jeunesse
Goss est née à Los Angeles d'un père coréen et d'une mère allemande chanteuse de jazz. Peu de temps après, elle part avec sa mère vivre au Japon, avant de revenir aux États-Unis et de s'installer à Chicago, où elle passe la majeure partie de son enfance.

## Carrière
Goss commence sa carrière dans la musique très tôt. Elle commence comme chanteuse du groupe underground Avernus à l'âge de quinze ans. Elle crée ensuite son propre fanzine de metal extrême un an plus tard dans lequel elle interviewe des groupes largement reconnus comme Emperor, Darkthrone, Mayhem ou encore Bathory. À dix-sept ans, elle déménage en Norvège après qu’on lui a offert de devenir claviériste pour le groupe de black metal Ancient. Après avoir enregistré un album avec eux, ils partent en tournée en compagnie de Dark Funeral et Bal-Sagoth. Deux jours après la fin de cette tournée, elle est invitée à jouer du clavier et à chanter les chœurs lors de la tournée mondiale de Therion et sur leur album Theli. Avec Therion, elle part en tournée avec des groupes comme Amorphis, Sentenced et My Dying Bride et a l'occasion de jouer dans de grands festivals européens comme le Dynamo Open Air.
En 1997, elle rejoint Dimmu Borgir en tant que claviériste de session. Avec ce groupe, elle part en tournée pour promouvoir leur album, Enthrone Darkness Triumphant. Lors de la tournée avec In Flames en août 1997, elle rencontre le guitariste Jesper Strömblad et ensemble, ils forment la première monture du groupe Sinergy. Elle déménage en Suède en 1998 pour répéter  et enregistrer leur premier album, Beware the Heavens. Elle joue ensuite brièvement pour Children of Bodom lors de leur tournée européenne de 1998. Peu de temps après, elle déménage de nouveau en Finlande, où elle reforme Sinergy avec Alexi Laiho et d’autres musiciens finlandais.
Alors que Sinergy connait un grand succès au Japon, Goss est conviée à tenir une chronique mensuelle pendant plus de trois ans dans Burrn! magazine, la publication musicale la plus populaire du pays. Goss contribue également à d'autres groupes. Elle a ainsi écrit les paroles de plusieurs morceaux pour Children of Bodom sur trois de leurs albums et a prêté sa voix pour d'autres artistes comme Warmen, Eternal Tears of Sorrow, To / Die / For, Exhumation ou encore Kylähullut.
Le quatrième album de Sinergy, Sins of the Past, commence à être produit en 2004, mais en raison du calendrier chargé de Children of Bodom, il n'a jamais pu être terminé. Alexi Laiho déclare dans une interview donnée au site Internet Ultimate-Guitar.com en février 2011 que Sinergy n’existe plus.

## Vie personnelle
Goss a eu une longue relation avec le guitariste Alexi Laiho. Le couple s'est séparé en 2004.